# 格里马科
格里马科（義大利語：Grimacco），是意大利乌迪内省的一个市镇。总面积14.5平方公里，人口400人，人口密度27.6人/平方公里（2009年）。ISTAT代码为030045。